# Ludvig Holberg
Ludvig Baron Holberg (* 3. Dezemberjul. / 13. Dezember 1684greg. in Bergen, Norwegen; † 28. Januar 1754 in Kopenhagen) war ein dänisch-norwegischer Dichter.

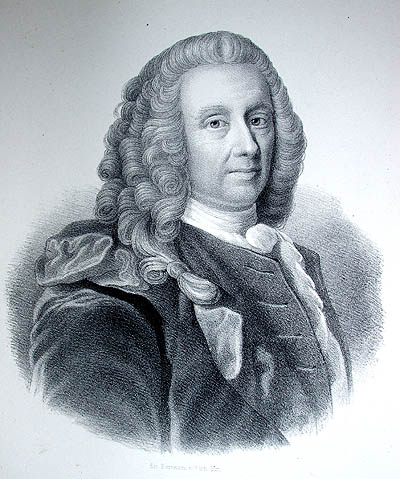
Ludvig Holberg

## Leben
Ludvig Holbergs Eltern waren Oberstleutnant Christian Nielsen Holberg (um 1620–1686) und dessen Frau Karen Lem (1647–1695), Tochter des Pfarrers in Fana bei Bergen. Er blieb unverheiratet. Der Vater soll mehrere Jahre in venetianischen und maltesischen Kriegsdiensten gewesen sein, bevor er gegen Ende der 1650er Jahre zurückkam, um am Krieg gegen die Schweden teilzunehmen. 1667 wurde er zum Oberstleutnant befördert. Als der Vater starb, hinterließ er eine Witwe mit drei älteren Töchtern und drei jüngeren Söhnen, deren jüngster Ludvig war.
Ludvig ging wahrscheinlich zunächst in eine deutsche Schule, bevor er ab 1694 die Lateinschule besuchte. Nachdem die Mutter 1695 bei einer Epidemie verstorben war, löste sich die Familie auf und die Kinder kamen bei verschiedenen Familien unter. Ludvig kam zunächst für ein oder zwei Jahre nach Fron im Gudbrandsdalen zu einem Vetter seiner Mutter, dem Pfarrer Otto Munthe. Danach lebte er während seiner verbleibenden Schulzeit bei seinem Onkel und Vormund Peder Lem in Bergen, der neben der Lateinschule wohnte. Latein war Hauptfach und Lernziel war, sich auf Latein mit gelehrten Männern unterhalten zu können. Auch auf Musik wurde großer Wert gelegt; es gab ein Schulorchester. Am 19. Mai 1702 wurde Bergen durch einen Großbrand in Schutt und Asche gelegt.
Holberg zog nach Kopenhagen, bestand das Studentenexamen und wurde immatrikuliert. Im Herbst desselben Jahres starb sein Onkel in Bergen, und Ludvig erhielt das Erbe. Er studierte Philosophie und Theologie. Nur die Theologische Fakultät erteilte damals ein Staatsexamen. Um aber eine gewisse Allgemeinbildung sicherzustellen, war 1675 ein vorbereitendes Examen philosophicum eingeführt worden. Darin ging es um Grundkenntnisse in Griechisch, Latein, Hebräisch, Logik, Philosophie, Ethik, Physik, Geographie und Astronomie. Holberg legte dieses Examen 1704 ab.
Danach ging er nach Bergen zurück und wurde Hauslehrer beim neuen Pfarrer in Fana. Nach einer Weile verkaufte er das ererbte Land und fuhr nach den Niederlanden. Doch er konnte sich dort seinen Unterhalt nicht verdienen und kehrte zurück. Er zog nach Kristiansand und verdingte sich wieder als Hauslehrer. Im Frühjahr 1706 fuhr er nach Oxford. Hier hatte er ein klares Ziel: Er wollte eine populärwissenschaftliche Einführung in Geographie und Geschichte verfassen und benutzte dort die große Bibliothek. Hier wurde er mit den Schriften von Samuel von Pufendorf, Hugo Grotius und John Locke bekannt.
Als er dann 1708 nach Kopenhagen fuhr, hatte er aller Wahrscheinlichkeit nach das Manuskript bereits größtenteils fertig. Holberg wurde Hauslehrer der Kinder des Geheim- und Admiralitätsrats Admiral Fr. Giedde, eines der mächtigsten Männer des Landes. 1709–1713 hatte er einen Freiplatz in „Borchs Kollegium“. Auch Christian Reitzer nahm sich seiner an. Er hatte eine große Bibliothek, war neuen Richtungen in der Wissenschaft und Moralphilosophie aufgeschlossen, war antidogmatisch und sah in der Gedankenfreiheit das höchste Ziel der Ausbildung. Er hatte im Ausland Naturrecht studiert.
Nach seiner wissenschaftlichen Laufbahn und schriftstellerischen Tätigkeit setzte sich Holberg in seinen letzten Lebensjahren in seinem Landgut Tersløse (Tersløsegaard bei Dianalund auf Seeland in Dänemark) zur Ruhe. 1753 wurde er bettlägerig und starb in der Nacht zum 28. Januar 1754.

## Holbergs Werdegang und schriftstellerische Tätigkeit

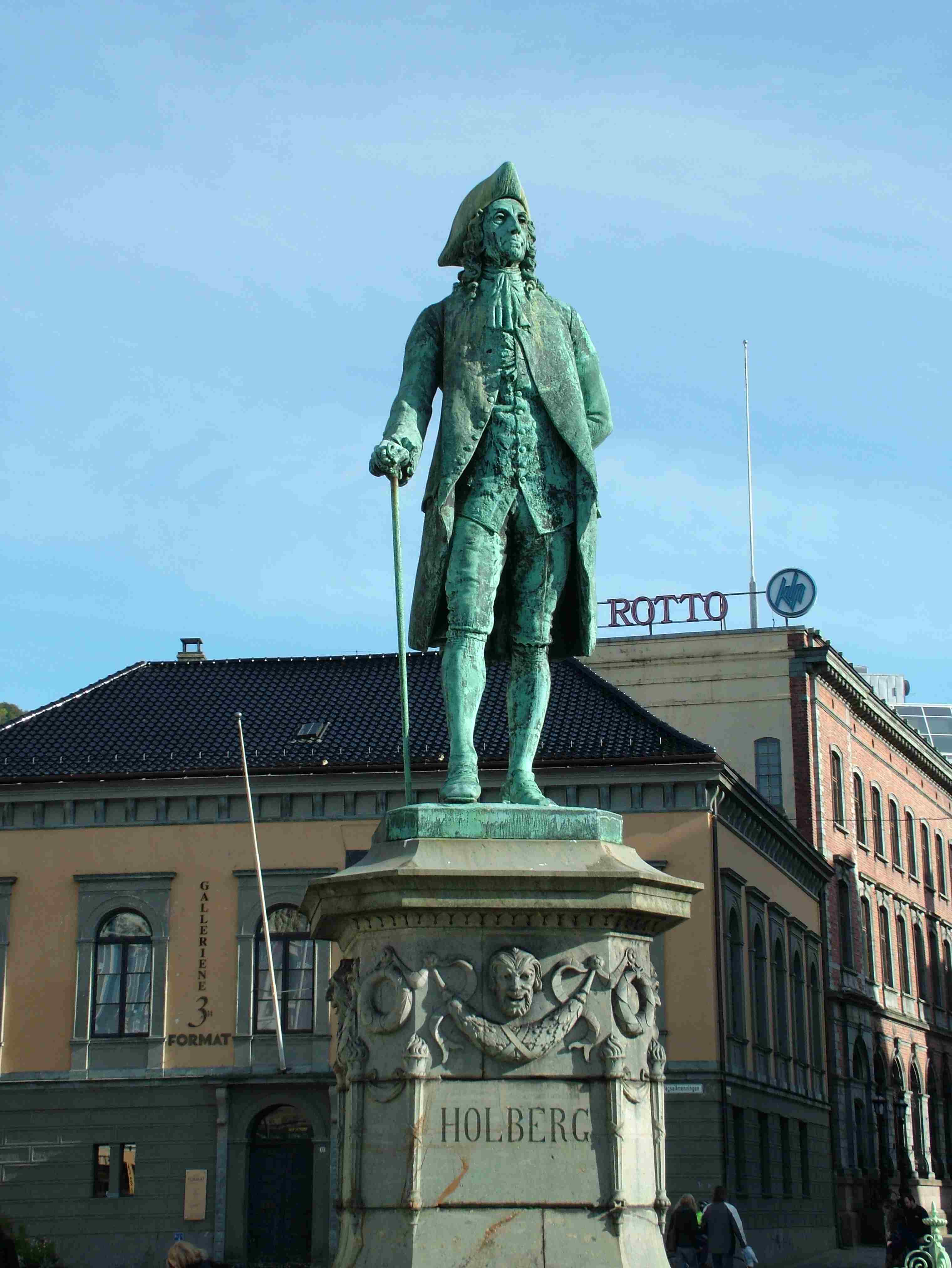
Denkmal für Holberg in Bergen (Norwegen)

### Die Anfänge
Holberg benutzte für sein erstes Werk Introduction til de fornemste Europæiske Rigers Historier („Einführung in die Geschichte der bedeutendsten europäischen Reiche“) Samuel Pufendorf ausgiebig. Auch verfasste er zu dieser Zeit ein Manuskript zur dänischen Geschichte des 17. Jahrhunderts. Das Manuskript ist verloren. Aber vieles davon ist in Dannemarks og Norges Beskrivelse („Beschreibung Dänemarks und Norwegens“) eingegangen. In einem weiteren Werk, Introduction til Naturens og Folke-Rettens Kundskab („Einführung in die Wissenschaft des Natur- und Volksrechts“), das 1716 erschien, übertrug er Pufendorfs Naturrechtslehre auf dänische Verhältnisse. Es war die erste Veröffentlichung in Dänemark zu diesem Thema. Sie wurde daher viel gelesen und wurde zu einem Handbuch für Juristen.
1712 bekam er für vier Jahre das Rosenkrantz-Stipendium für ein theologisches Auslandsstudium. Aber er besuchte nicht die Universitäten, die nach der Augsburger Konfession lehrten, sondern die katholischen Zentren Paris und Rom. Nach eigener Darstellung erwarb er auf dieser Reise ein tieferes Verständnis für die Dichtung. In Rom begegnete er der Commedia dell’arte, die auch auf seine späteren Dramen Einfluss hatte. In Paris lernte er Pierre Bayles Dictionnaire historique et critique kennen. Auch von diesem sind in späteren Werken Einflüsse zu finden. Intensiver beschäftigte er sich allerdings mit Richard Simon, der das zeitgenössische Christentum als Verfall des ursprünglichen Christentums betrachtete. Holbergs spätere Kirchengeschichte ist von Simon stark beeinflusst.
1716 kehrte Holberg nach Kopenhagen zurück. Dort musste er 1½ Jahre mit Unterstützung von Freunden und Stipendien auf eine Professur warten. Damals wurden die Professorenstellen noch nach der Anciennität vergeben, so dass Neubewerber sich mit der untersten Stufe der Hierarchie begnügen mussten. Der Lohn wurde durch Zuteilung von Landbesitz der Universität geleistet, wobei die besten Pfründen die Professoren mit der längsten Anciennität bekamen. Holberg erhielt seinen ersten Lehrstuhl im Fach „Metaphysik“. Er interessierte sich für diesen Stoff nicht sonderlich. Zwischen 1715 und 1718 schrieb er nichts. Erst 1718 brachte ihn der Zorn über eine als arrogant empfundene Kritik des jüngeren Andreas Hojer in dessen Einleitung zu seiner Geschichte Dänemarks wieder zum Schreiben. Holberg hasste Hojer zeitlebens.
Hinzu kam, dass Hojer eine Abhandlung über die Ehegesetzgebung verfasste, in der er nach dem Vorbild der Naturrechtslehre forderte, das Recht von der Religion zu trennen und sich in der Rechtspraxis von den Büchern des Alten Testaments zu trennen. Holberg sah hier einen Konkurrenten, der in seine Themenbereiche sowohl als Historiker als auch als Naturrechtsverfasser eindrang. Er verfasste daraufhin zwei Satiren auf Latein in der Form eines Disputs: De historicis Danicis (Über die dänischen Historiker) und De Nuptiis Propinqvorum (Über die Ehe von Nahverwandten). Das waren zwar keine großen Kunstwerke, aber hier entdeckte Holberg seine satirische Ader. Kurz darauf verfasste er das komische Heldengedicht Peder Paars in Alexandrinerversen und begann die Verssatiren Skiemte-Digte zu verfassen. Im ersten Band von Peder Paars karikierte er die dänische Gesellschaft so, dass beim König ein Verbotsantrag eingereicht wurde. Diese Sache wurde nicht weiter verfolgt, aber sie veranlasste ihn, die Kritik in den folgenden Bänden vorsichtiger zu formulieren.

### Literarische Schriften
Die dänische Theaterlandschaft im 18. Jahrhundert war geprägt von ausländischen Wandertruppen, während eine eigene dänischsprachige Theatertradition nicht existierte. Unterstützt von dem theaterfreundlichen und künstlerisch interessierten König Frederik IV wurde jedoch 1722 das erste ständige dänischsprachige Theater (Lille Grønnegade teatret) in der Lille Grønnegade in Kopenhagen mit der Inszenierung des ins Dänische übersetzten Stückes L'Avare (Der Geizige) von Molière eröffnet.
Schon zuvor hatten die französischen Gründer des Theaters, René Montaigu und Etienne Capion, den Universitätsprofessor Ludvig Holberg um die Ausarbeitung eigener dänischer Stücke gebeten. Bereits das zweite Stück auf dem Spielplan des Theaters in der Lille Grønnegade war am 25. September 1722 ein Stück von Ludvig Holberg: Den politiske Kandestøber (Der politische Kannengießer, siehe auch Kannegießerei). Er gab es wie alle seine Komödien unter dem Pseudonym „Hans Michelsen, Bierbrauer und Poet in Kalundborg“ heraus. Es war eine von 26 Komödien, die er in den letzten drei Jahren verfasst hatte. Das Stück ist Dänemarks erste dänischsprachige Komödie, die zum Ausgangspunkt des modernen dänischen Theaters wurde.
Holbergs Komödien handeln von Menschen, die die Vernunft ablehnen und sich von einer skurrilen Passion oder Schwäche leiten lassen. Die Komik wird durch Intrigen oder eine Narretei erzeugt, die gegen die Hauptperson ins Werk gesetzt wird, um diese von ihrem Unsinn zu kurieren. Sie haben ihre Wurzeln in der Commedia dell’arte, die Holberg bei seinem Italienaufenthalt kennengelernt hatte. Von dort stammen die feste Zusammenstellung der Personen in den Komödien und die Intrigen. Im Aufbau folgt er Molière. Holberg siedelt seine Szenen im einfachen Volk an und verlegt die Handlungen in die Gassen, Tee- und Kaffeehäuser Kopenhagens.
1725 reiste er abermals nach Paris. Dort hoffte er, einige seiner Komödien in französischer Übersetzung aufführen zu können. Man lobte seine Komödien, führte sie aber nicht auf.
Ab 1730 war unter dem pietistischen König Christian VI. das Theater bis zum Thronwechsel 1746 geschlossen. Danach entstanden neben dem dänischen Theater in kurzer Zeit ein deutsches und ein französisches Theater und dazu eine italienische Oper. Im ersten Halbjahr wurden im dänischen Theater ausschließlich Stücke Holbergs aufgeführt. Der Theaterdirektor wollte nun auch andere leichte Stücke aufführen, Hirtenspiele mit Gesangseinlagen, scheiterte aber am Widerstand der Schauspieler. Holberg stand diesen Neuerungen wie Hirtenspiel, Galanterie und Rokoko ablehnend gegenüber. Diese Ablehnung kommt auch in seinen späten Komödien zum Ausdruck, die mehr allegorisch und philosophisch aufgeladen sind. Die erotische Intrige tritt zurück.
Ludvig Holbergs satirischer Roman Nicolai Klimii iter subterraneum erschien 1741 auf Lateinisch, wurde aber schon 1742 ins Dänische (Niels Klims reise til den underjordiske verden) und viele andere Kultursprachen übersetzt, deutsch als Niels Klims Reise in die Unterwelt. Der Roman brachte Holberg den europäischen Durchbruch. Den Namen Niels Klim hatte er von einem dänischen Küster der Kreuzkirche in Bergen, die Reise in die Unterwelt von Mareminehollet.
1751 begann er auch Fabeln zu dichten. Sie sind kurz, fast Epigramme mit satirischer Note.

### Wissenschaftliche Schriften
1720 übernahm er den Lehrstuhl für Latein. Er wurde auch Mitglied des Konsistoriums der Universität. In seinen Voten und Ausarbeitungen war er konservativ und in schwierigen Fragen vorsichtig. Gleichwohl war man in der Universität verärgert, dass Studenten, angehende Pfarrer, bei seinen Komödien auf der Bühne auftraten.
Am Ende der 1720er Jahre wandte sich Holberg wieder seiner wissenschaftlichen Arbeit zu. in den folgenden 10–15 Jahren gab er eine Reihe umfangreicher Geschichtswerke heraus. Das begann 1729 mit Dannemarks og Norges Beskrivelse (Beschreibung Dänemarks und Norwegens), wo er eine breite kulturhistorische Darstellung der beiden Reiche unternahm, Land, Volk, Verfassung, Wirtschaft, Religion und Bildungswesen. Dabei setzte er fort, was vorher bereits von Thomas Bartholin, Þormóður Torfason, Ole Worm und Árni Magnússon begonnen worden war. Aber mitten in der Arbeit kam es zu einem Bruch in der Darstellung, und er ging zur traditionellen Königsgeschichte mit Schwerpunkt Außenpolitik und Kriegen über. Dabei fügte er seine alte Königsgeschichte, die er 1713 dem König vorgelegt hatte, die aber nicht publiziert worden war, ein.
1732–1735 schrieb er mit Dannemarks Riges Historie sein umfangreichstes Werk. Die erste Hälfte ging bis 1588, die andere von 1588 bis 1670. Während er sich bei dem ersten Teil auf ältere Werke stützen konnte, musste er im zweiten Teil alles von Grund auf neu erarbeiten. Daneben verfasste er auch zwei lateinische Lehrbücher, eines in Geschichte und eines in Geographie. Er gab 1737 auch eine Beschreibung Bergens (Bergens Beskrivelse) heraus, die im Wesentlichen eine bearbeitete und gekürzte Ausgabe des Manuskripts, das der Vizerektor seiner Lateinschule in Bergen, Edvard Edvardsen, hinterlassen hatte, war, und die er um drei Kapitel erweiterte, eine Erinnerung an die Stadt seiner Kindheit.
Er verfasste noch die Kirke-Historie, die die Zeit bis zur Reformation behandelte. Hier schilderte er eine Verfallsgeschichte, in der er die Gründe dafür darstellte, warum die katholische Kirche und das Papsttum die Christen verdarb und die Staatsmacht untergrub. Die Geschichte nahm aber für ihn in der Reformation eine glückliche Wendung, indem sie die Freiheit in Politik und Religion brachte.
Er schrieb noch viele andere Geschichtswerke, auch über ferne Länder, eine Jüdische Geschichte, Biographien über römische Persönlichkeiten und vieles mehr. Dabei benutzte er in der Regel die dänische Sprache, hin und wieder schrieb er auch auf Latein, wenn er einen Leserkreis außerhalb Dänemarks ansprechen wollte.
In seinen theoretischen Schriften über die Geschichtsschreibung pries er zwar die Neutralität, aber in seiner eigenen schriftstellerischen Praxis richtete er die Darstellung danach aus, was ihm als das Höherwertige erschien. Mit dieser Haltung war er als Historiker allerdings nicht auf der Höhe seiner Zeitgenossen. Die Quellenkritik als Methode, deren Wegbereiter unter anderen sein Kollege Hans Gram war, übernahm er nicht. Er nahm die Dokumente so, wie sie waren und beurteilte sie nach seinem Gefühl für ihre Plausibilität. Er war unverrückbar in seiner Treue zum Königshaus und in seiner Grundeinstellung als Protestant. Zu der Frage, welches Verhältnis zwischen Norwegen und Dänemark bestehe, schrieb er, dass ein gebürtiger Däne entweder in Norwegen oder in Dänemark geboren sein müsse.
1730 konsolidierte er auch seine Stellung in der Universität. Er erhielt die Professur, nach der er am meisten gestrebt hatte, den Lehrstuhl für Geschichte. Auch hatte er jetzt repräsentative Aufgaben, so 1730 eine Gedenkrede auf Christian IV. 1735–1736 war er Rektor der Universität. Nun interessierte er sich immer mehr für ökonomisch-administrative Aufgaben. 1737–1751 übernahm er verschiedene Ämter als Geschäftsführer für Kollegien und auch der Universität. 
Um 1740 las er auch Montaigne. Er wurde zu einer wichtigen Inspirationsquelle neben den Klassikern Cicero, Plinius dem Älteren und Seneca. Sein Stil wurde nun essayistischer. In seinen Essays befasste er sich besonders mit dem Theodizee-Problem. 1748 war er fasziniert von dem französischen Philosophen Pierre Bayle, aber auch von den englischen Deisten. 1750 wandte er sich von ihnen wieder ab und lehnte die Vernunft als Grundlage für die Religion ab und stützte sich allein auf die Offenbarung.

## Holberg als Geschäftsmann
Holberg war sparsam und in Vermögensfragen sehr beschlagen. Er hatte 1728 nach dem großen Brand in Kopenhagen viele Grundstücke billig gekauft, wieder bebaut und mit hohem Gewinn weiterverkauft. Er besaß verschiedene Landgüter in Midt-Sjælland, Brorup bei Slagelse und Tersløse bei Sorø. Christian IV. hatte in Sorø eine Akademie zur Ausbildung von Fachbeamten für seine Verwaltung gegründet. Sie war eine Zeitlang geschlossen, aber 1740 kam eine Neueröffnung ins Gespräch. Holberg war an der Planung beteiligt und arbeitete auch den Studiengang aus. Aber es fehlte an Betriebsmitteln. Holberg hatte keine Erben und war inzwischen alt geworden. Es gelang ihm, seine Landgüter Brorup und Tersløse in eine Baronie umwandeln zu lassen. Diese Baronie sollte nach seinem Tode der Akademie zufallen. Da aber der Akademie kurzfristig Mittel fehlten, übergab Baron Holberg der Akademie ab Mai 1751 die Einnahmen aus diesen Ländereien.

Holberg-Denkmal des Bildhauers Dyre Vaa vor dem Nationaltheater in Oslo. Links und rechts neben dem Dichter stehen Henrik und Pernille, zwei Figuren aus seinen Komödien.

## Rezeption
Die Person Holbergs führte zu einem Streit zwischen Norwegen und Dänemark, weil in Dänemark von „unserem Holberg“ gesprochen wurde und die Norweger wert darauf legten, dass er Norweger war. Obwohl er als Philosoph in seinem politischen Denken innerhalb der Grenzen des 18. Jahrhunderts blieb, ist es sein Verdienst, auf Bewegungen aufmerksam gemacht zu haben, die einen neuen Geist ankündigten. Durch sein Betonen der sozialen Geschichtsschreibung näherte sich Holberg mehr als irgendein anderer vor Voltaire modernen Grundsätzen.
Sein satirischer Roman Niels Klims unterirdische Reise (1741) erschien zunächst in lateinischer Sprache, wurde aber sehr bald in zahlreiche europäische Sprachen übersetzt (deutsch ab 1741, darunter die Übersetzung von Wilhelm Christhelf Sigmund Mylius 1788).
In Bergen wurde ihm 1884 das Holberg-Denkmal gesetzt. 1976 wurde ein Merkurkrater nach ihm benannt.
Die norwegische Universität Bergen vergibt seit 2004 den Holberg-Preis für herausragende wissenschaftliche Arbeiten im Bereich der Geistes-, Sozial- und Rechtswissenschaften.
Die kulturelle Ausstrahlung Holbergs spiegelt sich auch in der Komposition Aus Holbergs Zeit (op. 40) des norwegischen Komponisten Edvard Grieg, eine Suite „im alten Stil“, die zu Holbergs 200. Geburtstag als Klavierkomposition entstand und später von Grieg für Streichorchester bearbeitet wurde.

### Werke (Auswahl)
Wissenschaftliche Werke:
- Introduction til de fornemste europæiske Rigers Historie, 1711
- Anhang til den historiske Introduction, 1713
- Introduction til Naturens og Folke-rettens Kundskab, 1716
- De historicis Danicis (Danske historikere), 1719
- De Nuptiis Propinqvorum (Nærbeslektede ekteskap), 1719
- Holgeri Dani ad Burmannum Epistola (Holger Danskes Brev til Burman), 1727
- Dannemarks og Norges Beskrivelse, 1729
- Oratio in Obitum Friderici Qvarti (Mindetale over Frederik IV), 1730
- Dannemarks Riges Historie, 3 Bände, 1732–1735
- Compendium geographicum (Geografi), 1733
- Bergens Beskrivelse, 1737
- Almindelig Kirke-Historie, 1738
- Heltinde-Historier, 1745 (Sammlung von Biographien berühmter Frauen)
- Danmarks og Norges Søe-Historie, 1747
- Remarques sur L'esprit des Loix, 1753

Theaterstücke:
Ludwig Holberg's ausgewählte Komödien. Aus dem Dänischen übertragen von Robert Prutz (Hildburghausen 1868, Digitalisat im Internet Archive):
Band 1:
- Der politische Kanngiesser  (dän. Den politiske Kandestøber, 1722)
- Jean de France, oder Hans Franzen (dän. Jean de France eller Hans Frandsen, 1722)
- Jeppe vom Berge, oder Der verwandelte Bauer (dän. Jeppe paa Bierget eller Den forvandlede Bonde, 1722)

Band 2:
- Der elfte Juni
- Die Wochenstube
- Die Maskerade

Band 3:
- Jacob von Tyboe, oder Der grossprecherische Soldat
- Ulysses von Ithacia, oder Eine deutsche Komödie
- Heinrich und Pernille

Band 4:
- Hexerei, oder Blinder Lärm
- Erasmus Montanus oder Rasmus Berg (dän. Erasmus Montanus eller Rasmus Berg, 1731)
- Don Ranudo de Colibrados

Romane:
- Niels Klims unterirdische Reise. (Online als PDF)
- Nicolai Klims unterirdische Reise, worinnen eine ganz neue Erdbeschreibung wie auch eine umständliche Nachricht von der fünften Monarchie, die uns bishero ganz und gar unbekannt gewesen, enthalten ist. (Anonym), Kopenhagen-Leipzig 1741 (ND zuletzt Reclam Leipzig, 2. Auflage 1985)

Der Artikel beruht im Wesentlichen auf dem Artikel „Ludvig Holberg“ im Norsk biografisk leksikon. Angaben aus anderen Quellen sind besonders angegeben.
Briefe:
- Verner Dahlerup (Edition, Einleitung, Kommentar): Holbergs Breve. Gad, Kopenhagen 1926.

### Primärliteratur
- Ausgewählte Komödien, Übersetzung von Jens Heese und Bernd Kretschmer, Leverkusen, 1988, ISBN 3-927153-06-0.
- Nachricht von meinem Leben in drei Briefen an einen vornehmen Herrn, mit Auszug aus dem Essay Ludwig Holberg und seine Zeitgenossen von Georg Brandes, Dieterich, Leipzig 1982.
- Komödien, 2 Bände, Übersetzung von Hans und Agathe Holtorf, Alster Verlag Curt Brauns, Wedel in Holstein 1943.
- Jeppe vom Berge oder Der verwandelte Bauer, Übersetzung von Hans u. Agathe Holtorf, 70 S., Leipzig 1941.

### Sekundärliteratur
Deutsche Sekundärliteratur:
- Nicolay Fürst: Briefe über die dänische Literatur. Wien: Verlag Carl Gerold, 1816. Onlineversion (Google-Bücher, zuletzt besucht am 29. April 2020)
- Andreas Elviken: Die Entwicklung des norwegischen Nationalismus. Berlin 1930.
- Otto C. A. zur Nedden: Ludwig Holberg – Der dänische Molière. In: ders. Europäische Akzente. Ansprachen und Essays. Wuppertal: Staats-Verlag, 1968. S. 185–188.
- Angelika Bamberger: Ludvig Holberg und das erste dänische Nationaltheater. Frankfurt a.M: Haag + Herchen, 1983.
- Kerrin Jensen: Moral und Politik. Gesellschaftsbild und Komödienkonzeption in Ludwig Holbergs Frühwerk. Frankfurt am Main/Bern/New York: Lang, 1986. [Beiträge zur Skandinavistik, Band 6]
- Uwe Ebel: Konzepte einer nationalsprachigen Dramatik von Holberg bis Ibsen. Metelen/Steinfurt: Ebele, 1990.

Dänische Sekundärliteratur:
- E. Holm: Holbergs statsretslige og politiske Synsmaader, Kopenhagen 1879
- Georg Brandes: Ludvig Holberg. Et Festskrift, Kopenhagen 1884. Onlineversion (PDF; 4,1 MB)
- Frederik Julius Billeskov Jansen: Ludvig Holberg, New York 1974
- Jens Kristian Andersen: Ludvig Holberg. Statsborger, intellektuel, dramatiker, Kopenhagen 1984
- Peter Christensen: Ludvig Holberg. En moderne klassiker, Aarhus 1995 (Diss.)

Norwegische Sekundärliteratur:
- Francis Bull: Holberg som Historiker. Christiania 1916.
- Lars Roar Langslet: Den store ensomme. En biografi om Ludvig Holberg, Oslo 2001.
- Knut Ove Arntzen: Holbergs teater mellom kunst og liv – fra burleske paradokser til reteatralisering. In: Eivind Tjønneland (Hg.). Den mangfoldige Holberg. Oslo: Aschehoug, 2005. S. 91–109.
- Gunnar Siversten. Epistel 66 og Jeppe paa Bierget. In: Eivind Tjønneland (Hrsg.). Den mangfoldige Holberg. Oslo: Aschehoug, 2005. S. 129–145.
- Anker Gemzøe. Dårskapens nytte. Rasjonelt og irrasjonelt i Holbergs komedier. In: Eivind Tjønneland (Hg.). Den mangfoldige Holberg. Oslo: Aschehoug, 2005. S. 327–336.
- Eiliv Vinje: Ludvig Holberg. In: Norsk biografisk leksikon

Englische Sekundärliteratur:
- Anne S. Lundquist: Ludvig Holberg and Molière. Imitation or Constructive Emulation?. In: Roger Johnson, Editha Neumann, Guy Trail (Hrsg.) Molière and the Commonwealth of Letters: Patrimony and Posterity. Jackson: Univ. Press of Mississippi, 1975. S. 245–251.
- Bent Holm: Ludvig Holberg. A Danish Playwright on the European Stage. Masquerade, Comedy, Satire. Wien: Hollitzer, 2018.
- Knud Haakonssen, Sebastian Olden-Joergensen (Hg.): Ludvig Holberg (1684–1754). Learning and Literature in the Nordic Enlightenment, London: Routledge 2017, ISBN 978-1-4724-5070-8.